# Hartplatz

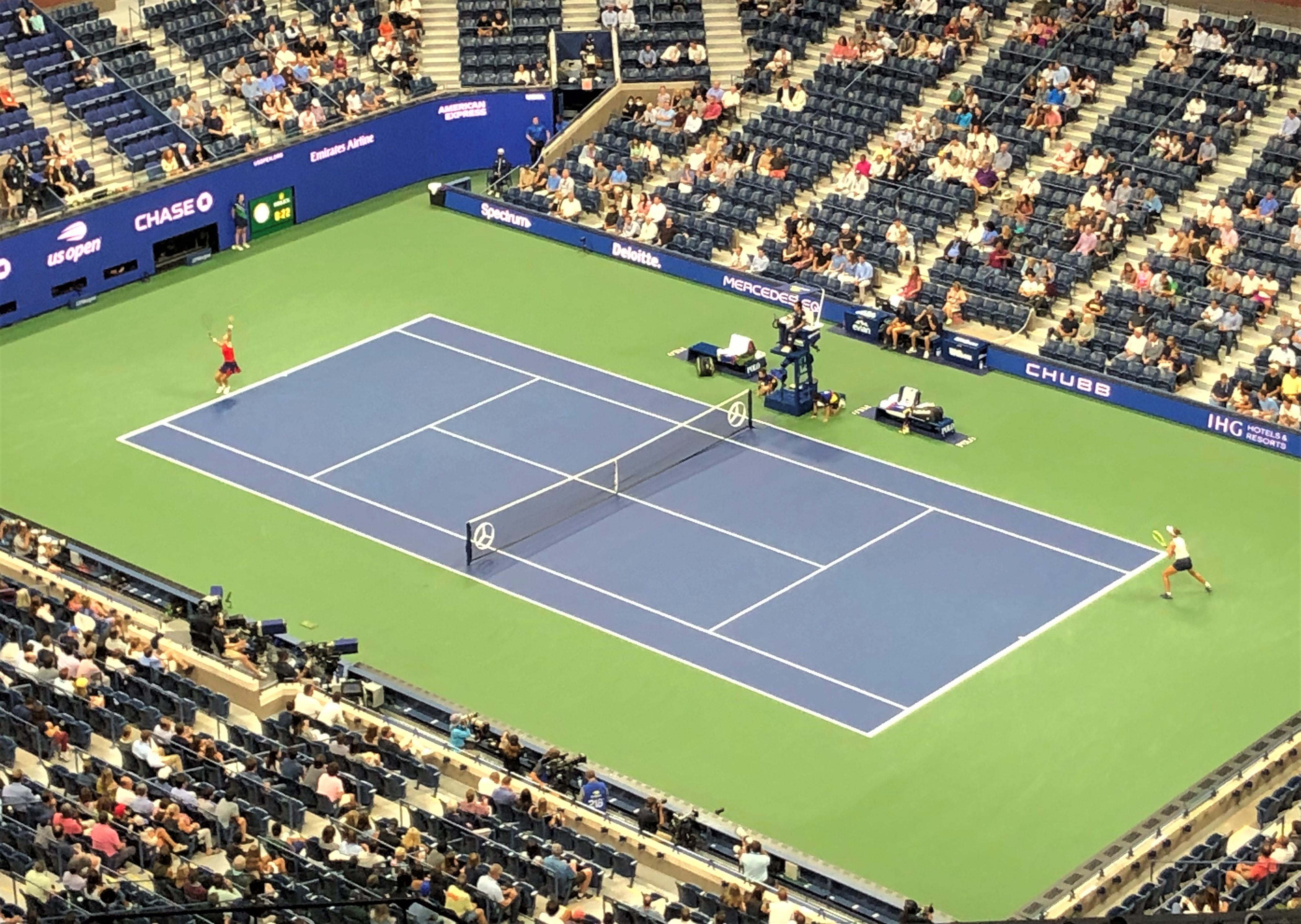
Hartplatz mit Laykold-Belag im Arthur Ashe Stadium bei den US Open, 2021

Der Hartplatz (englisch hardcourt oder hard court) ist eine der vier Spieloberflächen im Tennissport, bestehend aus einer festen, wasserundurchlässigen Oberfläche.

## Beschreibung
Ein Hartplatz ist eine der häufigsten Spielflächen im Tennis und wird sowohl von Amateuren als auch Profis gleichermaßen geschätzt. Hartplätze bestehen meistens aus verschiedenen Schichten von Acryl, Gummi, Silicium und anderen Materialien und werden auf Asphalt, Beton oder anderen harten Untergründen installiert. Diese Oberfläche bietet einen gleichmäßigen und relativ schnellen Ballabsprung. Im Vergleich zu anderen Oberflächen wie Rasen oder Sand ist ein Hartplatz weniger nachgiebig, der Ball prallt daher härter ab. Ein Hartplatz wird oft als mittel-schnell eingestuft, was bedeutet, dass die Ballgeschwindigkeiten im Vergleich zu anderen Oberflächen moderat sind. Dies bietet Spielern eine ausgewogene Mischung aus Geschwindigkeit und Kontrolle.
Die Spieloberfläche stellt für risikofreudige Spieler sowie Aufschläger einen Vorteil dar, jedoch werden die Gelenke mehr beansprucht und sie birgt eine erhöhte Sturzgefahr im Vergleich zu anderen Oberflächen. Sie ist für Freizeitsportler durch das Verletzungsrisiko daher nicht so gut geeignet, besonders Kniegelenk und Knöchel sind gefährdet. Das Material weist einen höheren Verschleiß auf.

## Oberflächen
Folgende Oberflächenbeläge bestehen auf Basis von Acrylharz und Polyurethanen. Sie entsprechen den Regularien der International Tennis Federation (ITF):

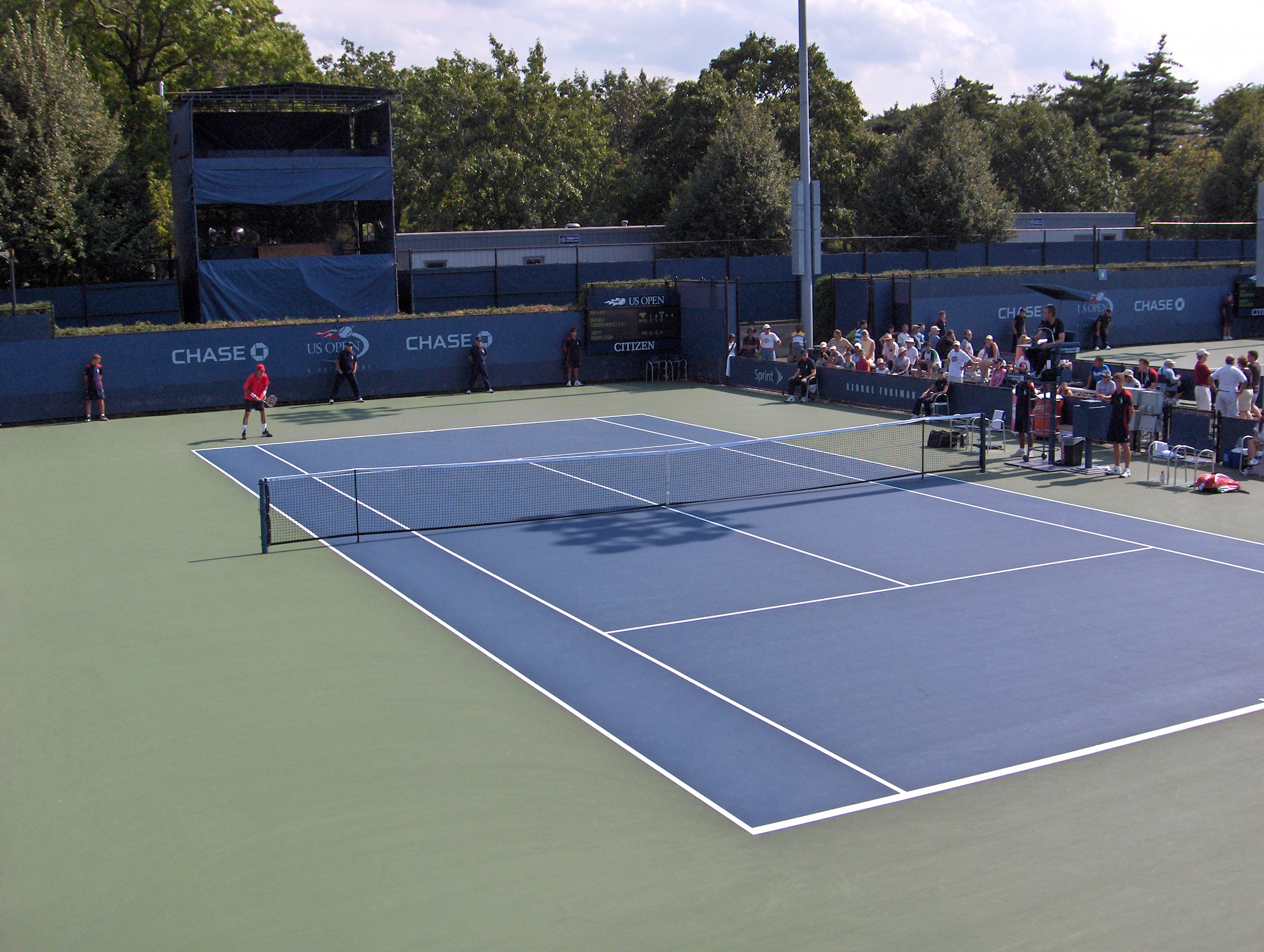
DecoTurf
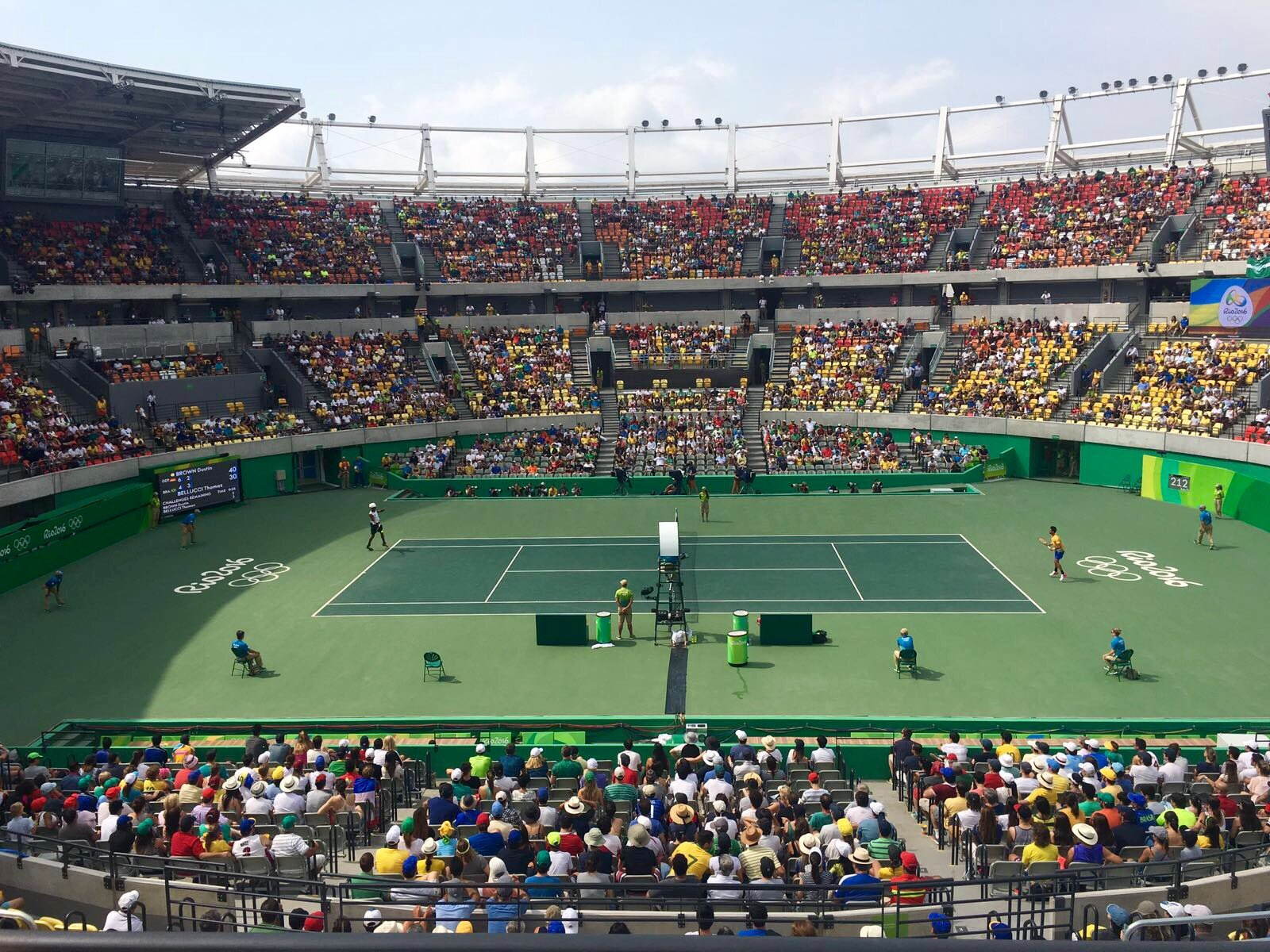
GreenSet
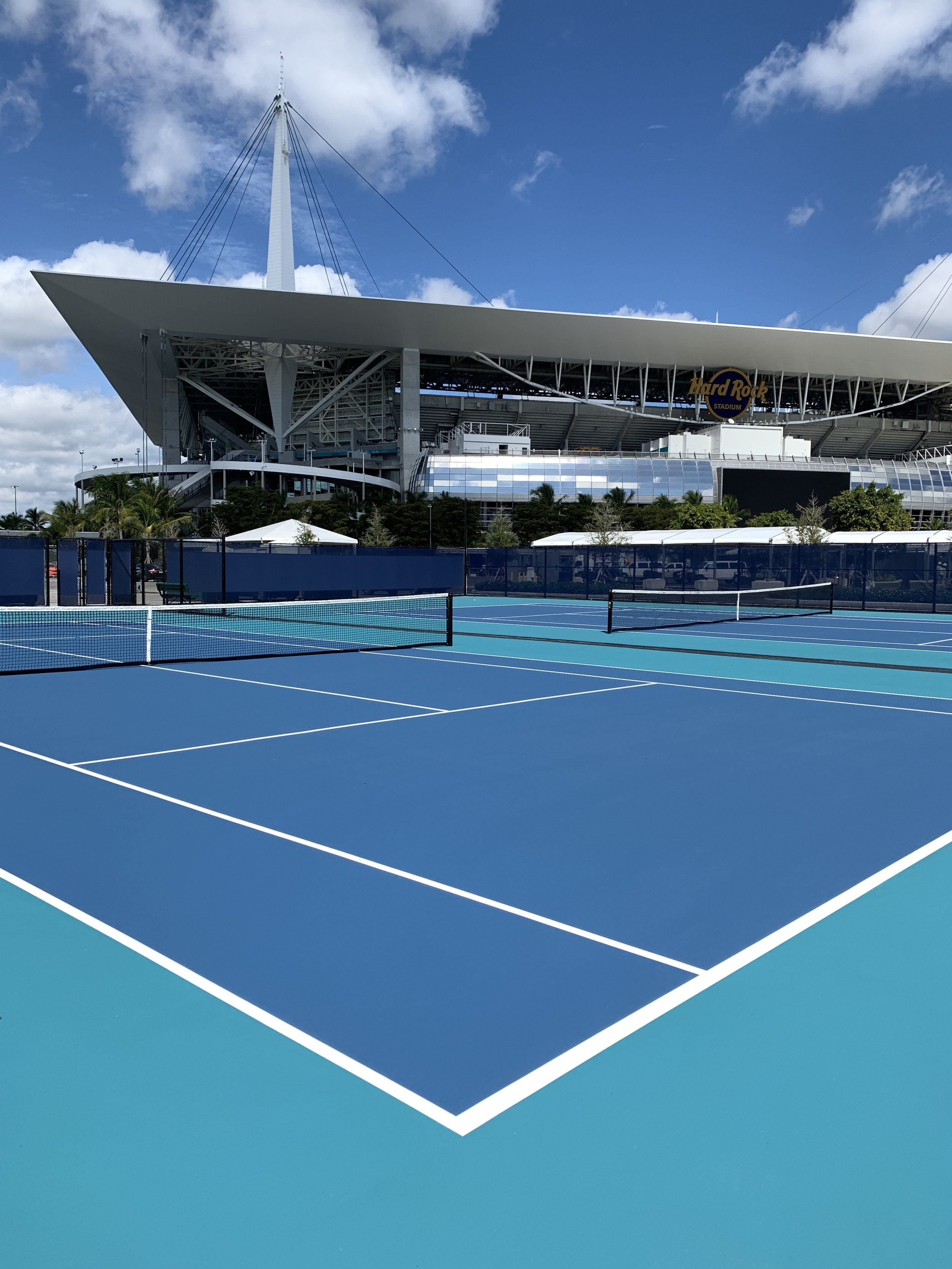
Laykold
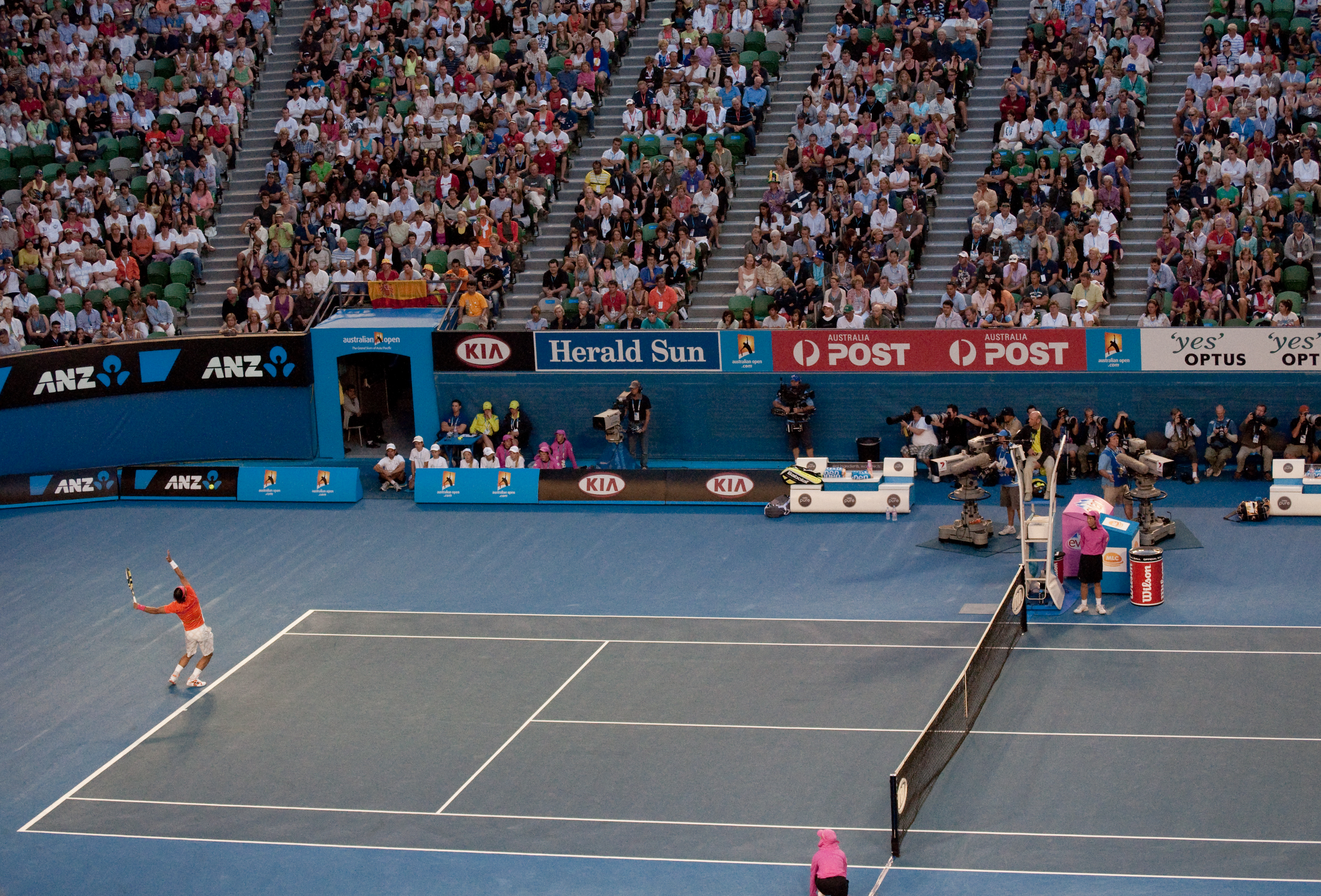
Plexicushion
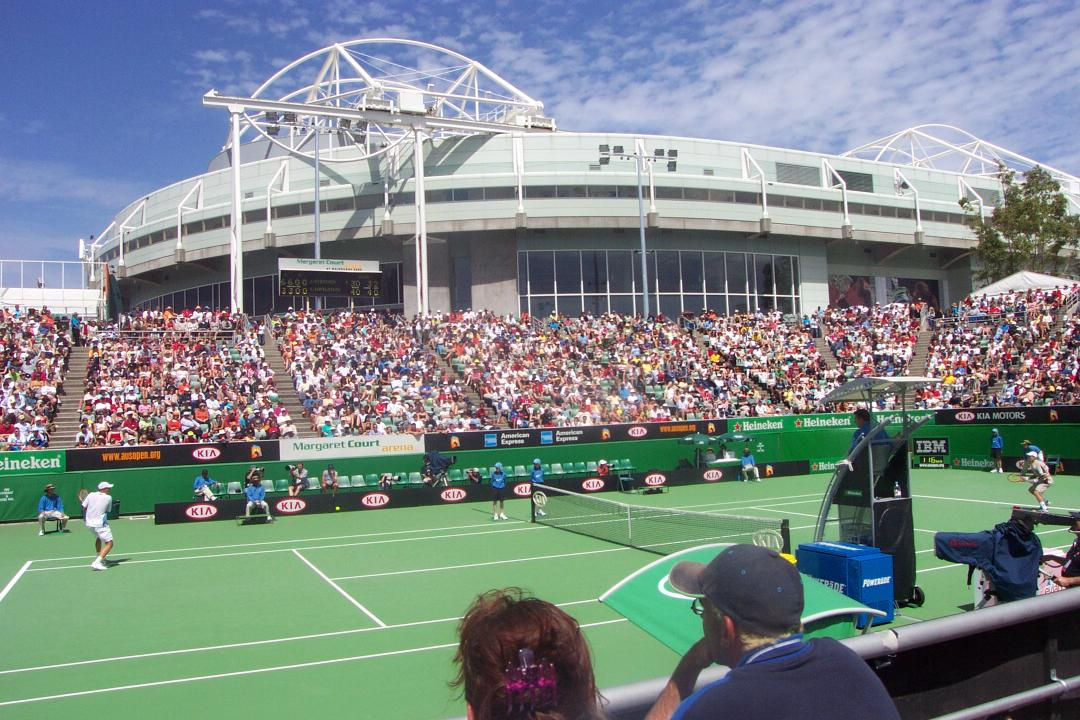
Rebound Ace

## Schuhe

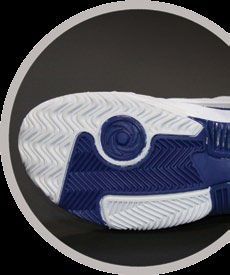
Tennisschuh mit Fischgrätenmuster

Tennisschuhe für Hartplätze sind eigens so konzipiert, dass sie genau den richtigen Halt, die Stabilität, die Strapazierfähigkeit und den Grip für eine optimale Leistung auf solchen Böden bieten. Ein modifiziertes Fischgrätenmuster sorgt für optimalen Grip und gute Gleitfähigkeit, während das widerstandsfähige Obermaterial bei allen Bewegungen genügend Stabilität bietet. Darüber hinaus verfügen Hartplatzschuhe über ein vergleichsweise hohes Maß an Dämpfung, um die durch den harten Bodenbelag entstehenden Belastungen für Gelenke und Muskeln abzufedern.

## Turniere
Zwei der vier Grand-Slam-Turniere (Australian Open und US Open) sowie die ATP Finals werden auf Hartplatz ausgetragen.
Folgende Turniere der ATP Tour Masters 1000 werden auf Hartplatz ausgetragen:
- Indian Wells Masters
- Miami Masters
- Kanada Masters
- Cincinnati Masters
- Shanghai Masters
- Paris Masters

Folgende Turniere der ATP Tour 500 werden auf Hartplatz ausgetragen:
- ATP Rotterdam
- ATP Acapulco
- ATP Dubai
- ATP Washington
- ATP Peking
- ATP Tokio
- ATP Wien
- ATP Basel
- ATP Dallas
- ATP Doha

Folgende Turniere der ATP Tour 250 werden auf Hartplatz ausgetragen:
- ATP Hongkong
- ATP Brisbane
- ATP Adelaide
- ATP Auckland
- ATP Montpellier
- ATP Sofia
- ATP Memphis
- ATP Marseille
- ATP Delray Beach
- ATP Atlanta
- ATP Los Cabos
- ATP Winston-Salem
- ATP Metz
- ATP Chengdu
- ATP Zhuhai
- ATP Almaty
- ATP Stockholm
- ATP Brüssel-2
- ATP Gijón